# Iveco Crossway
Iveco Crossway (dříve Irisbus Crossway) je model meziměstského linkového autobusu, který vyrábí společnost Iveco Czech Republic ve Vysokém Mýtě. Crossway nahradil linkové verze autobusů Karosa řady 900, konkrétně modely Karosa C 954, C 955 a C 956. Výroba autobusů Irisbus Crossway začala v roce 2006, od roku 2013 jsou vyráběny pod názvem Iveco Crossway. Taktéž je produkována částečně nízkopodlažní verze Iveco Crossway LE.

## Konstrukce
Autobusy Crossway konstrukčně vycházejí z dálkového vozu Irisbus Arway. Jedná se o dvounápravový autobus se standardně vysokou podlahou (860 mm). Hnací náprava je zadní, motor a převodovka se nacházejí v zadní části autobusu. Skelet vozu prochází kataforetickou lázní, která slouží k ochraně před korozí. Rám podvozku tvoří svařené podélníky a trubkovité příčníky. Bočnice, které jsou vytvořeny z trubkových rámů, jsou oplechovány lepenými ocelovými plechy. Přední čelo vozu je vyrobeno z lisovaného plechu, zadní tvoří plastový panel. Přední světla jsou stejná jako na autobusu Arway a nákladních vozech Iveco, zadní světla pocházela z Fiatu Dobló, avšak na konci roku 2008 došlo k lehkému faceliftu a na přepracovaném zadním panelu se objevila kulatá světla, podobná Irisbusu Arway. Zavazadlový prostor pod podlahou (mezi nápravami) má objem 3,5–6,7 m³ (pro různé délkové verze). V interiéru jsou sedačky pro cestující rozmístěny 2+2 se střední uličkou, v zadní části jsou sedadla umístěna na vyvýšené podestě. Naproti druhým dveřím se (dle přání zákazníka) může nacházet prostor pro kočárek. V pravé bočnici jsou dvoje výklopné dveře. První jsou umístěny před přední nápravou (u verze 10.8M jsou jednokřídlé, u ostatních mohou být jedno- i dvoukřídlé), druhé před nápravou zadní (na přání zákazníka jedno- i dvoukřídlé).

## Výroba a provoz

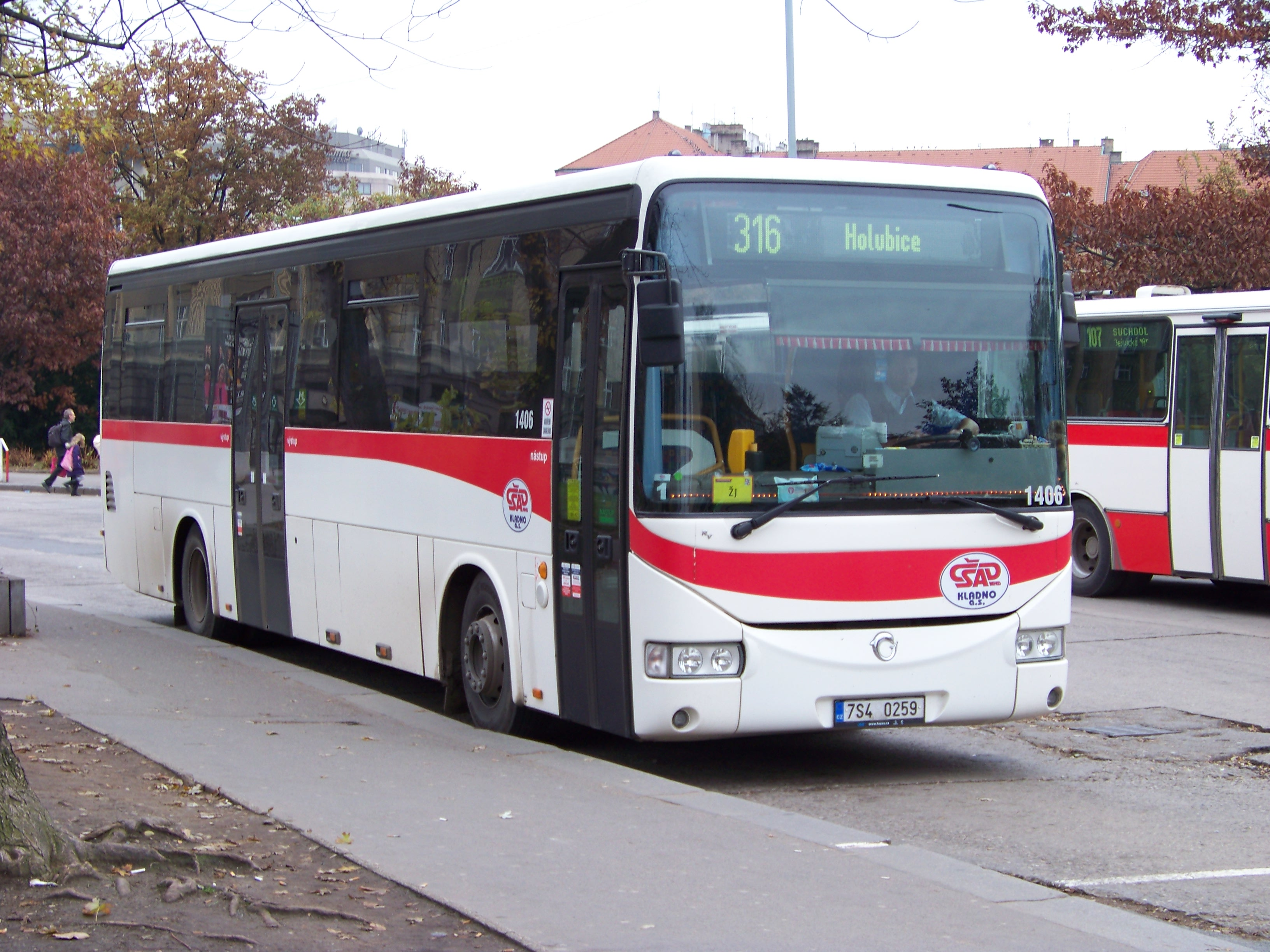
Irisbus Crossway 12M v Praze

Světová premiéra Crosswaye proběhla na brněnské výstavě Autotec 2006, sériová výroba začala na konci téhož roku současně s ukončením výroby většiny modelů řady 900.
Crossway je určen pro meziměstské dopravce jako náhrada klasických autobusů C 954, C 955 a C 956 (Axer), které jej nejčastěji provozují na kratších linkách. Pro dálkové tratě a zájezdy byl určen Irisbus Arway, jehož výroba skončila roku 2014, kdy byl nahrazen rozšířenou paletou nabízených variant modernizované verze Crosswaye.
Autobusy Crossway ve speciálním vězeňském provedení od roku 2013 provozuje Vězeňská služba České republiky.
Do února 2023 vyprodukováno téměř 57 000 vozidel Crossway a Crossway LE, z toho cca 18 000 ve staré generaci pod značkou Irisbus (do roku 2013) a 39 000 v nové generaci pod značkou Iveco (od roku 2013).[zdroj⁠?!] V říjnu 2023 bylo dosaženo milníku 60 000 vyrobených kusů.
Vedle modelu Crossway je vyráběn také model Evadys, který je z části konstrukčně shodný s modelem Crossway. Od něj se odlišuje především podlahou zvýšenou z 860 na 1 142 mm a větším úložným prostorem. Autobusy Evadys jsou stejně jako autobusy Crossway vyráběny ve Vysokém Mýtě.

## Varianty

### Irisbus Crossway (2006–2013)
| Model                  | Délka     | Šířka    | Výška bez klimatizace | Výška s klimatizací | Rozvor   | Přední převis | Zadní převis |
| ---------------------- | --------- | -------- | --------------------- | ------------------- | -------- | ------------- | ------------ |
| Irisbus Crossway 10,6M | 10 665 mm | 2 550 mm | 3 360 mm              | 3 455 mm            | 5 300 mm | 2 063 mm      | 3 292 mm     |
| Irisbus Crossway 12M   | 11 995 mm | 2 550 mm | 3 360 mm              | 3 455 mm            | 6 200 mm | 2 503 mm      | 3 292 mm     |
| Irisbus Crossway 12,8M | 12 760 mm | 2 550 mm | 3 360 mm              | 3 455 mm            | 6 965 mm | 2 503 mm      | 3 292 mm     |

### Iveco Crossway (2013–dosud)
| Model                | Délka     | Šířka    | Výška bez klimatizace | Výška s klimatizací | Rozvor   | Přední převis | Zadní převis |
| -------------------- | --------- | -------- | --------------------- | ------------------- | -------- | ------------- | ------------ |
| Iveco Crossway 10,8M | 10 757 mm | 2 550 mm | 3 370 mm              | 4 460 mm            | 5 300 mm | 2 165 mm      | 3 292 mm     |
| Iveco Crossway 12M   | 12 097 mm | 2 550 mm | 3 370 mm              | 4 460 mm            | 6 200 mm | 2 605 mm      | 3 292 mm     |
| Iveco Crossway 13M   | 12 962 mm | 2 550 mm | 3 370 mm              | 4 460 mm            | 7 065 mm | 2 605 mm      | 3 292 mm     |

Vyráběny ve čtyřech provedeních:

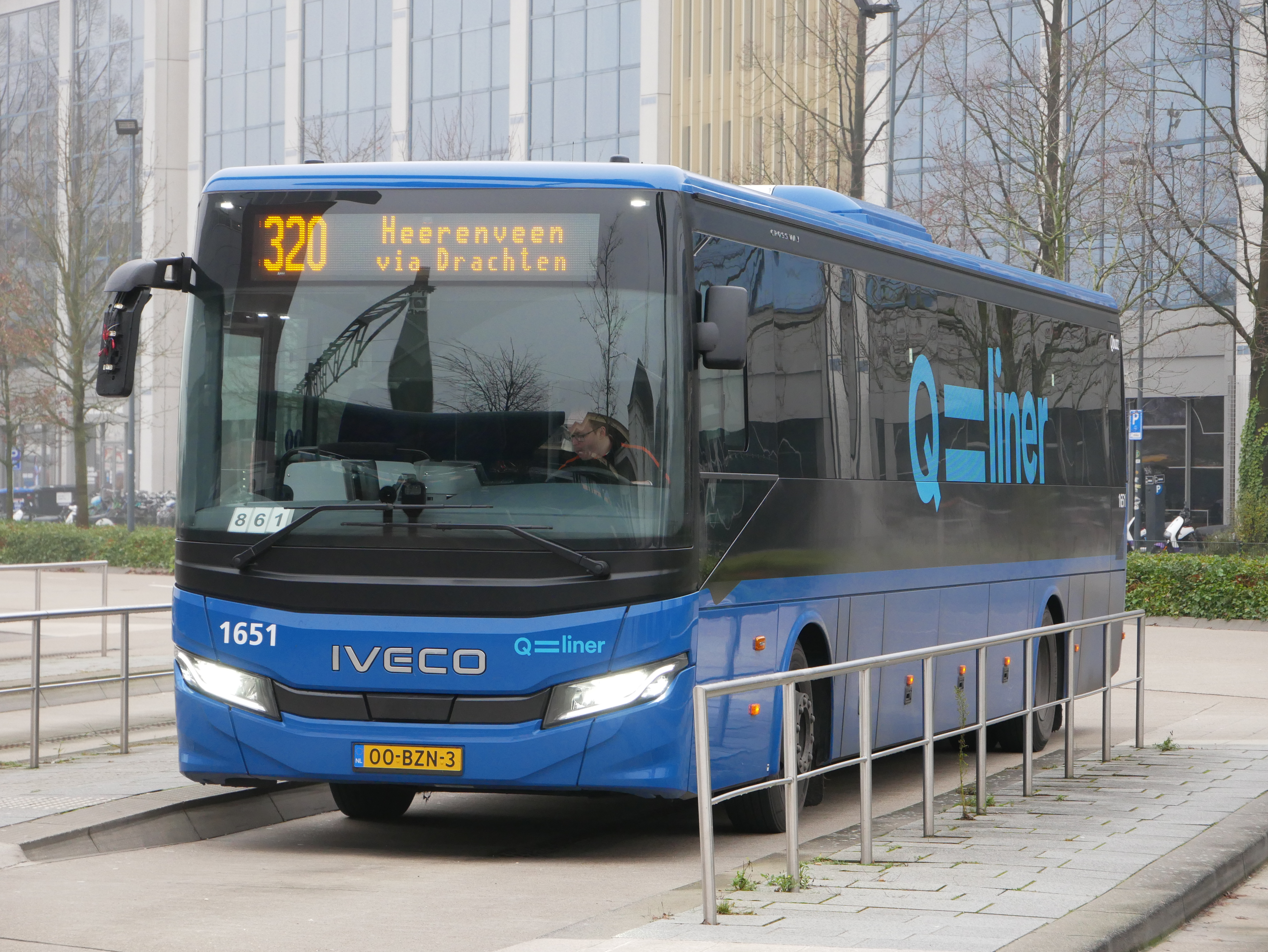
Faceliftovaný Iveco Crossway

- Pop – školní autobus, nástupce autobusu Irisbus Récréo
- Line – základní komfort, vhodný pro krátké a středně dlouhé trasy
- High Value – vychází z verze Line, má integrovanou klimatizaci, individuální osvětlení pro cestující a výdechy klimatizace u cestujících při zachování původní výšky vozidla
- Pro – vyšší komfort, vhodný pro regionální linkovou dopravu i pro dálkovou a turistickou dopravu